# Lysegårdsmossens naturreservat
Lysegårdsmossen är ett naturreservat i Krogsereds socken i Falkenbergs kommun i Halland.
Reservatet består mest av myrmark och barrsumpskog. Det är delvis mycket gammal skog och det finns gott om död ved. Gammelskog i kombination med öppen myr utgör grund för ett värdefullt fågelliv. Bland annat finns här tjäder. Området är 38 hektar stort och skyddat sedan 2007. Det är beläget strax söder om byn Krogsered, söder om Lyngsjön.